# VTOHL
Un velivolo a decollo verticale e atterraggio orizzontale, noto come VTOHL (Vertical Take-Off Horizontal Landing) è un aeromobile in grado di decollare in verticale ma atterrare in orizzontale.
Mentre molti aerei VTOL possono operare in questo modo, alcuni aerei devono atterrare normalmente dopo il decollo verticale a causa dell'impossibilità o impraticabilità di un atterraggio verticale.
Alcuni esempi includono l'aereo-razzo tedesco Heinkel P.1077, lo Space Shuttle, e la navetta spaziale Buran.
Una variante del VTOHL è il VTOSL, che è Vertical Take-Off Short Landing (decollo verticale e atterraggio corto), effettuato dagli Harrier e anche da altri aerei V/STOL.

## Velivoli
Stati Uniti
- Programma Space Shuttle

 Unione europea
- Hermes

 Unione Sovietica
- Programma Buran

 Russia
- Kliper